# G3: Live in Concert
A G3: Live in Concert egy koncertalbum, mely az 1996-os G3 koncertsorozat alkalmával készült. Az album 1997. június 3-án került kiadásra az Epic Records gondozásában. A lemezen a '96-os G3 fő résztvevői, Joe Satriani, Steve Vai, valamit Eric Johnson hallhatóak. 2005-ben a koncertből egy DVD kiadvány is napvilágot látott.

## Számlista
1. "Cool #9" – 6:47 Joe Satriani
2. "Flying In A Blue Dream" – 5:59 Joe Satriani
3. "Summer Song" – 6:28 Joe Satriani
4. "Zap" – 6:07  Eric Johnson
5. "Manhattan" – 5:16  Eric Johnson
6. "Camel's Night Out" – 5:57 Eric Johnson
7. "Answers" – 6:58 Steve Vai
8. "For The Love Of God" – 7:47 Steve Vai
9. "The Attitude Song" – 5:14 Steve Vai
10. "Going Down" – 5:47 (Don Nix feldolgozás) Joe Satriani, Eric Johnson, Steve Vai
11. "My Guitar Wants To Kill Your Mama" – 5:21  – Frank Zappa feldolgozás, Mike Keneally (vokál) közreműködésével Joe Satriani, Eric Johnson, Steve Vai
12. "Red House" – 9:12 (Jimi Hendrix feldolgozás) Joe Satriani, Eric Johnson, Steve Vai

## Közreműködők
Joe Satriani
- Stu Hamm – basszusgitár
- Jeff Campitelli – dobok

Steve Vai
- Mike Keneally – ritmusgitár, szitár, billentyűs hangszerek
- Philip Bynoe – basszusgitár
- Mike Mangini – dobok

Eric Johnson
- Stephen Barber – billentyűs hangszerek
- Roscoe Beck – basszusgitár
- Brannen Temple – dobok